# Воршуд
Воршу́д (от удм. вордыны «родить, растить» и удм. шуд «счастье») — в удмуртской мифологии дух предка-покровителя патрилинейного рода (удм. выжы).
К воршуду обращались за исцелением, покровительством в делах. Также считалось, что воршуд может наслать болезнь на человека, оскорбившего его. Культ воршуда является частным случаем культа предков.

## Обряды
Воршуду было принято подносить хлеб, блины, птиц и животных. Жертвы подносились путём сжигания в очаге святилища-куалы, в которой, как считалось, и обитал воршуд. Также существовал обычай при переезде в новый дом переносить пепел из куалы в старом доме в новую куалу.

## Другие значения слова
- «Воршуд» — интернет-энциклопедия об удмуртской культуре на русском и удмуртском языках (на вики-движке)[1].
- «Воршуд» («Святыня рода») — межрегиональный фестиваль финно-угорских народов[2].